# Попов, Василий Степанович (военачальник)
Василий Степанович Попов (26 декабря 1893 [8 января 1894], станица Преображенская, область Войска Донского — 2 июля 1967, Москва) — советский военачальник, Герой Советского Союза (10 апреля 1945 года). Генерал-полковник (26 июля 1944 года), кандидат военных наук (1937). Депутат Верховного Совета СССР 2-го созыва (1946—1950).

## Биография
Родился 26 декабря 1893 года (8 января 1894) в станице Преображенская Преображенского юрта Хопёрского округа Области Войска Донского, ныне в Киквидзенском районе Волгоградской области, в семье донского казака.
Окончил учительскую семинарию.

### Первая мировая и гражданская войны
В 1916 году был призван в ряды Русской императорской армии и направлен в Новочеркасскую школу прапорщиков, после окончания которой в том же году был назначен на должность командира взвода в Донском казачьем полку. С полком воевал на Первой мировой войне на Юго-Западном фронте.
В мае 1919 года вступил в ряды Красной Армии и в том же году — в ряды РКП(б). Служил на должностях помощника начальника, начальника штаба 39-й стрелковой дивизии. С мая 1920 года — начальник штаба, затем помощник командира 6-й кавалерийской бригады, а затем и командир этой бригады в 14-й кавалерийской дивизии 1-й Конной армии под командованием С. М. Будённого. Принимал участие в боевых действиях против белогвардейцев генералов А. И. Деникина и П. Н. Врангеля и против польских войск.

### Межвоенное время
С июня 1921 года — помощник начальника штаба 14-й кавалерийской дивизии, которая тогда была передана в состав Северо-Кавказского военного округа и вела активные боевые действия против бандитизма на Северном Кавказе. В сентябре 1921 года стал начальником штаба этой дивизии, но в том же месяце направлен учиться в Москву. В 1922 году окончил Военную академию РККА. С декабря 1922 года командовал эскадроном 13-й отдельной кавалерийской бригады в Северо-Кавказском ВО, с января 1923 — врид помощника командира полка этой бригады. С мая 1923 года — начальник штаба 2-й Ставропольской кавалерийской дивизии имени М. Ф. Блинова, а с июля 1923 командовал этой дивизией.
С декабря 1924 по 1926 годы В. С. Попов командовал 6-й отдельной кавалерийской бригадой, принимал участие в ходе боевых действий против басмачества на территории Таджикистана. С сентября 1926 года состоял для особых поручений при члене Реввоенсовета СССР С. М. Будённом. В декабре 1927 года был назначен на должность начальника Украинской кавалерийской школы.
В 1929 году окончил курсы усовершенствования высшего начальствующего состава, а в 1931 году — курсы единоначальников при Военно-политической академии имени Н. Г. Толмачёва. В апреле 1931 года был назначен на должность командира 12-й кавалерийской дивизии.
в 1937 году был назначен на должность командира 4-го Казачьего кавалерийского корпуса в Киевском особом военном округе. В том же году защитил диссертацию «Действия кавалерийского корпуса в прорыве» на соискание учёной степени кандидата военных наук. С сентября 1939 года — старший преподаватель общей тактики в Военной академии РККА имени М. В. Фрунзе.
Находясь на должности командира 28-го стрелкового корпуса, принимал участие в боевых действиях в ходе советско-финской войны, за что был награждён орденом Красного Знамени.
После окончания войны корпус под командованием Попова был передан в состав Западного Особого военного округа.

### Великая Отечественная война
С началом войны корпус Попова на Западном фронте вёл тяжёлые оборонительные боевые действия против превосходящих сил противника, в результате которых был вынужден отступать из района Бреста по направлению на Кобрин и Бобруйск. В начале июля корпус был выведен в резерв Западного фронта и после доукомплектования с 15 июля принимал участие в ходе Смоленского оборонительного сражения на левом берегу реки Сож в районе города Пропойск. Во время этих боевых действий Попов был тяжело ранен.
После излечения в сентябре 1941 года был назначен на должность начальника управления тыла — заместителя командующего 50-й армией Брянского фронта (с 10 ноября в составе Западного фронта), участник Тульской оборонительной операции.
С января 1942 года — командующий 10-й армией в составе Западного фронта, которая под его командованием принимал участие в Тульской наступательной операции. Наступая юго-восточнее Тулы, армия в ходе зимнего наступления прошла с боями 250 км, освободив города Михайлов, Епифань и другие. В июле-сентябре 1943 года армия под командованием Попова принимала участие в Смоленской наступательной операции, в ходе которой прорвала оборону противника в районе города Киров и наступала по направлению на города Рославль, Снигирёвка и Чаусы. Затем 10-я армия до весны 1944 года обороняла занимаемые рубежи на реке Проня. В ноябре-декабре 1943 года войска 10-й армии провели частную наступательную операцию, в ходе которой ночью форсировали реку Проны, прорвали оборону на фронте 10 км и продвинулись на 15 км в глубину, но выйти к Могилёву, как было намечено в плане операции, им не удалось
В апреле 1944 года Василий Степанович Попов был назначен на должность заместителя командующего войсками 1-го Белорусского фронта, а в мае того же года — на должность командующего 70-й армией этого фронта. Армия отличилась в ходе Люблин-Брестской наступательной операции, в которой, наступая в обход Бреста с юго-запада, наряду с 61-й и 28-й армий разгромила до четырёх дивизий противника.
Во время Восточно-Прусской наступательной операции в составе 2-го Белорусского фронта армия, наступая с Сероцкого плацдарма, прорвала оборону противника и освободила город Модлин. С февраля по март армия принимала участие в ходе Восточно-Померанской наступательной операции, в которой принимала участие в многодневном штурме города Данциг (ныне город Гданьск, Польша). Во время Берлинской наступательной операции армия под командованием Попова действовала в составе главной ударной группировки 2-го Белорусского фронта на севере Германии, наступавшей по направлению на Нойбранденбург и Висмар. После форсирования Одера армия разгромила штеттинскую группировку противника, после чего освободила города Росток и Тетеров, выйдя к 3 мая на побережье Балтийского моря в районе Висмара.
Указом Президиума Верховного Совета СССР от 10 апреля 1945 года за умелое управление войсками армии, успешное форсирование реки Висла, захват плацдарма на её западном берегу, окружение и уничтожение группировки противника в городе Торунь и проявленные при этом мужество и героизм, генерал-полковнику Василию Степановичу Попову присвоено звание Героя Советского Союза с вручением ордена Ленина и медали «Золотая Звезда» (№ 5509).

… старый боевой генерал, в прошлом кавалерист, армией командовал уверенно. Правда, порой он казался слишком флегматичным для кавалериста, которые всегда отличались напористостью, удалью, готовностью на самые рискованные действия. Василий Степанович был тяжеловат на подъём. Но зато, вдумчивый и упорный, начатое дело он всегда доводил до конца, хотя и приходилось его иногда поторапливать. — Рокоссовский К. К. Солдатский долг. — 5-е изд. — М.: Воениздат, 1988. — (Военные мемуары). ISBN 5—203—00489—7. Глава «В пределы Германии».

### Послевоенная карьера
После окончания войны, в июле 1945 года, Попов был назначен на должность командующего 43-й армией в составе Северной группы войск, а в августе 1946 года — на должность командующего 10-й гвардейской армией в составе Ленинградского военного округа.
В ноябре 1947 года был назначен на должность начальника курсов усовершенствования командиров стрелковых дивизий, а затем — на должность начальника факультета Военной академии имени М. В. Фрунзе.
В июне 1955 года был назначен на должность начальника военно-исторического факультета по подготовке офицеров армий стран народной демократии, а в январе 1958 года был прикомандирован к Генеральному штабу для научно-исследовательской работы.
Генерал-полковник В. С. Попов в 1959 году вышел в отставку. Умер 2 июля 1967 года в Москве. Похоронен на Новодевичьем кладбище.

## Награды
- Медаль «Золотая Звезда» Героя Советского Союза (10.04.1945);
- два ордена Ленина (21.02.1945, 10.04.1945);
- пять орденов Красного Знамени (1921, 2.01.1942, 3.06.1944, 3.11.1944, 26.06.1949);
- два ордена Суворова 1 степени (28.09.1943, 29.05.1945);
- орден Кутузова 1 степени (23.08.1944);
- орден Красной Звезды (16.08.1936);
- медали[2];

иностранные награды (Польша)
- Орден «Virtuti militari» 3-й степени
- Орден «Крест Грюнвальда» 1-й степени
- Медаль «За Одру, Нису и Балтику»
- Медаль «Победы и Свободы»

Почётные звания
- Почётный гражданин города Калуги (24 декабря 1966 года)[3].

## Воинские звания
| Воинское звание   | Дата присвоения   | Основание присвоения                                |
| ----------------- | ----------------- | --------------------------------------------------- |
| прапорщик         | 1916              |                                                     |
|                   |                   |                                                     |
| комбриг           | 26 ноября 1935    | Приказ Народного комиссара обороны СССР № 2494      |
|                   |                   |                                                     |
| комдив            | 17 февраля 1938   | Приказ Народного комиссара обороны СССР № 235/п     |
| генерал-майор     | 4 июня 1940       | Постановление Совета Народных Комиссаров СССР № 945 |
| генерал-лейтенант | 5 июня 1942       | Постановление Совета Народных Комиссаров СССР № 946 |
| генерал-полковник | 26 июля 1944 года | Постановление Совета Народных Комиссаров СССР № 930 |

## Сочинения
- Попов В. С. Внезапность и неожиданность в истории войн. — М., 1955.

## Память
- С 26 июля 1982 г. одна из улиц правобережной Калуги носит имя Генерала Попова. Это знак благодарной памяти калужан, т.к. с декабря 1941 года В. С. Попов командовал подвижной группой войск, которая прорвала оборону немцев, овладела Калугой и продолжала развивать наступление на Юхнов.